# Liste der Bodendenkmale in Neschwitz
In der Liste der Bodendenkmale in Neschwitz sind die Bodendenkmale der Gemeinde Neschwitz und ihrer Ortsteile nach dem Stand der Auflistung von Harald Quietzsch und Heinz Jacob aus dem Jahr 1982 aufgelistet. Eventuelle Änderungen und Ergänzungen, insbesondere aus der Zeit nach der Wende, sind nicht berücksichtigt, da für Sachsen aktuell keine neueren allgemein zugänglichen Bodendenkmallisten vorliegen. Die Baudenkmale sind in der Liste der Kulturdenkmale in Neschwitz aufgeführt.
| Denkmal-ID | Fundart             | Ortsteil    | Bezeichnung                                    | Zeitstellung                  | Lage                                                                                           | Bemerkungen | Bild |
| ---------- | ------------------- | ----------- | ---------------------------------------------- | ----------------------------- | ---------------------------------------------------------------------------------------------- | --- | ---- |
| ?          | Grabmal > Grabhügel | Caßlau      | Hügelgrab „Fuchsberg“                          | Bronzezeit                    | nordnordwestlich des Orts, im Wald westlich des Steindammteichs                                | Schutz seit 22. April 1971 |      |
| ?          | Befestigung > Burg  | Doberschütz | Wasserburg                                     | Mittelalter                   | nördlicher Ortsteil, westlicher Gutsbereich                                                    | überbaut, Graben oberflächlich eingeebnet, Schutz seit 19. Juli 1935, erneuert 1. Februar 1959                                               |      |
| ?          | Befestigung > Burg  | Holscha     | Wasserburg                                     | Mittelalter                   | im Ort, westlicher Gutsbereich                                                                 | überbaut, Grabenrest erkennbar, Schutz seit 17. Dezember 1935, erneuert 1. Dezember 1958                                                     |      |
| ?          | Befestigung > Burg  | Loga        | Wehranlage „Schanze“                           | Slawenzeit                    | östlicher Ortsrand                                                                             | Ringwall am Rand der Niederung, Schutz seit 26. November 1936, erneuert 1. Dezember 1958                                                     |      |
| ?          | Grabmal > Grabhügel | Lomske      | Gruppe von ca. 30 Hügelgräbern                 | Bronzezeit, Slawenzeit        | westnordwestlich des Orts im Wald                                                              | Schutz seit 20. Mai 1971 |      |
| ?          | Befestigung > Burg  | Luga        | Wallanlage „Schanze“                           | Slawenzeit                    | westlicher Ortsrand, in der Aue des Schwarzwassers                                             | fast geschlossener hufeisenförmiger Wallzug in Niederungslage, teilweise abgetragen, Schutz seit 8. Dezember 1936, erneuert 1. Dezember 1958 |      |
| ?          | besonderer Stein    | Luga        | Steinkreuz                                     | Spätmittelalter               | ostnordöstlich des Orts, nördlich am Weg vom Gut zur Straße                                    | Schutz seit 15. Juli 1971 |      |
| ?          | besonderer Stein    | Luga        | Gruppe von 2 Steinkreuzen und einem Kreuzstein | Spätmittelalter               | nordnordöstlich des Orts, am Weg von Uebigau, kurz vor der Einmündung in die Straße            | Klingenwaffe auf einem Steinkreuz und Kreuz auf Kreuzstein eingezeichnet, Schutz seit 22. Juni 1971                                          |      |
| ?          | Befestigung > Burg  | Neschwitz   | Wasserburg „Altes Schloss“                     | Mittelalter                   | nordöstlich des Orts, Ostteil des Parks                                                        | durch Schloss überbaut und verändert, Schutz seit 16. Februar 1937, erneuert 1. Dezember 1958                                                |      |
| ?          | besonderer Stein    | Neschwitz   | Grab-Kreuzstein                                | Mittelalter (13. Jahrhundert) | nördlicher Ortsteil, nordnordöstlich der Kirche, westlich an der Straße                        | Schutz seit 29. September 1971 |      |
| ?          | Befestigung > Burg  | Saritsch    | Wasserburg „Das alte Gut“                      | Mittelalter                   | südlicher Ortsrand, am Schwarzwasser, östlicher der Straße nach Loga                           | Turmhügel verflacht, Reste des Grabens als Senken erhalten, Schutz seit 1. September 1938, erneuert 1. Februar 1959                          |      |
| ?          | Befestigung > Burg  | Uebigau     | Wasserburg „Die Molkerei“                      | Mittelalter                   | im Ort, südöstlicher Gutsbereich                                                               | überbaut, Graben eingeebnet, Schutz seit 2. Mai 1939, erneuert 1. Februar 1959                                                               |      |
| ?          | besonderer Stein    | Zescha      | Kreuzstein                                     | Spätmittelalter               | nördlicher Ortsteil, westlich der Einmündung der Niesendorfer Straße in die Neschwitzer Straße | Kreuz und Dolch eingezeichnet, Schutz seit 25. August 1971                                                                                   |      |